# Kanadische Felsenbirne
Die Kanadische Felsenbirne (Amelanchier canadensis) ist eine Pflanzenart aus der Gattung der Felsenbirnen (Amelanchier) innerhalb der Familie der Rosengewächse (Rosaceae). Sie ist in Nordamerika in Kanada und den Vereinigten Staaten verbreitet und ihrer nordamerikanischen Heimat gibt es die Trivialnamen coastal serviceberry, coastal juneberry oder shadbush.

## Beschreibung

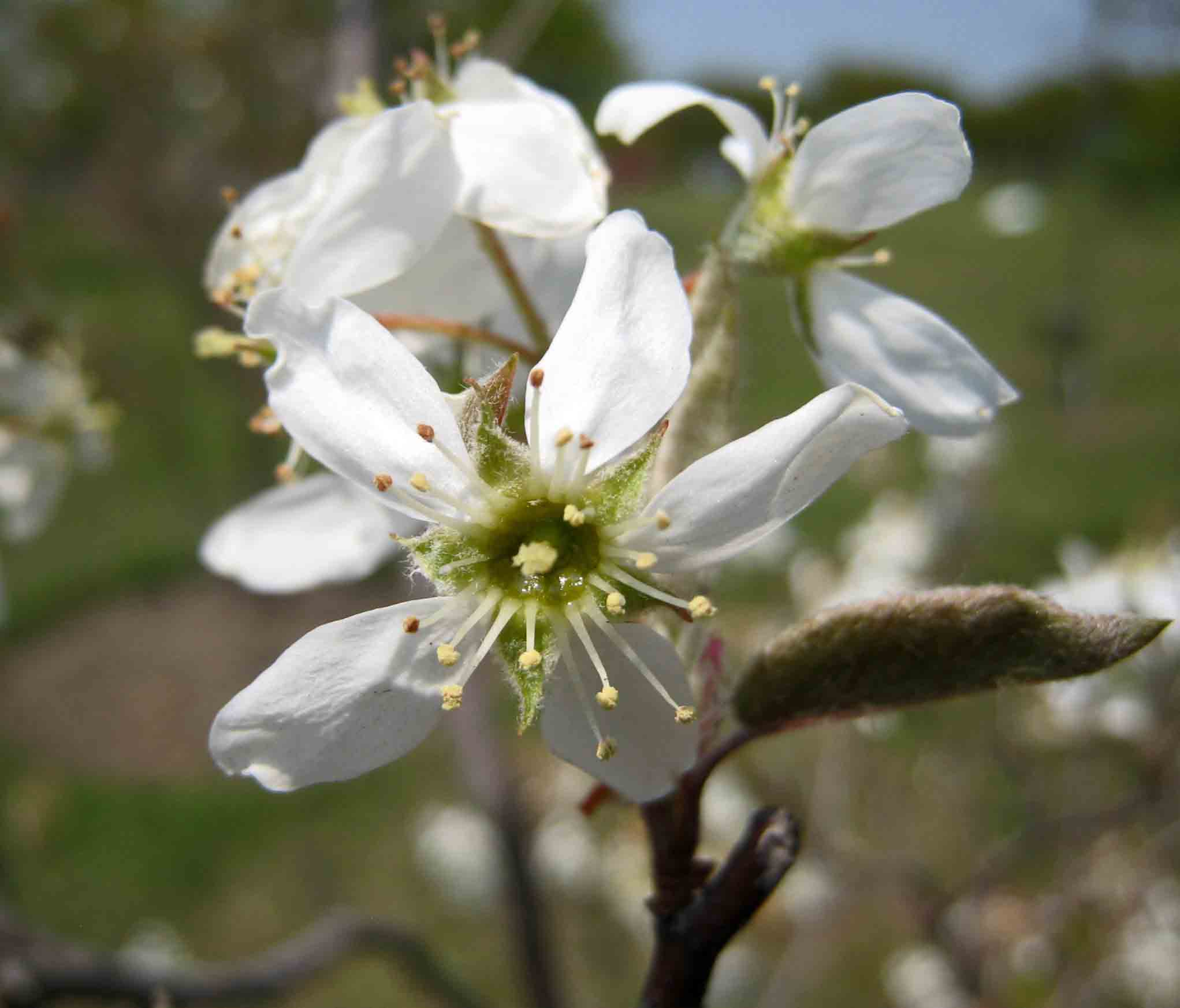
Blüten

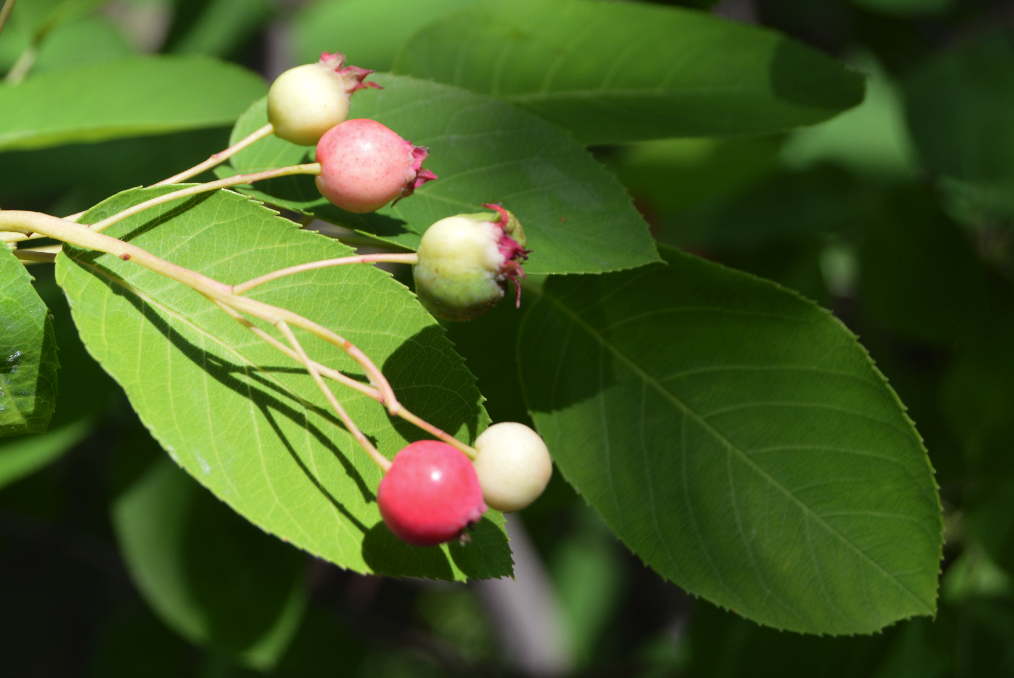
Gestielte Früchte

### Vegetative Merkmale
Amelanchier canadensis ist meist ein sommergrüner und laubwerfender, mehrstämmiger Strauch, selten ein kleiner Baum mit Wuchshöhen von bis über 8 Meter (in der Varietät canadensis) bzw. ein niedriger, lange Ausläufer treibender Strauch, der dichte Dickichte bildet, mit einer Wuchshöhe bis zu 2 Meter (in der Varietät obovata).
Die wechselständig angeordneten Laubblätter sind in Blattstiel und -spreite gegliedert. Der Blattstiel ist meist 10 bis 15 (5 bis 25) Millimeter lang. Die einfache Blattspreite ist bei einer Länge meist 34 bis 48 (24 bis 67) Millimeter sowie einer Breite von meist 18 bis 27 (12 bis 42) Millimeter im Umriss elliptisch, eiförmig oder verkehrt-eiförmig. Die Spreitenbasis kann keilförmig sein, meistens ist sie gerundet, manchmal leicht herzförmig. Das oberen Ende der Blattspreite Spitze ist meist stumpf bis rundspitzig oder seltener spitz, manchmal gerundet mit einer kleinen Stachelspitze. Pflanzenexemplare mit herzförmiger Spreitenbasis und spitzem bis zugespitztem oberen Blattende sind schwer von Amelanchier arborea zu unterscheiden. Der Blattrand ist gesägt bis gezähnt. Wichtig für die Unterscheidung der sehr ähnlichen verwandten Arten ist die Zähnung des Blattrands und dessen Behaarung. Bei Amelanchier canadensis trägt jeder Blattrand meist 6 bis 15 (0 bis 29) Zähne in der proximalen Blatthälfte und meist bis 12 (0 bis 17) Zähne in der distalen Hälfte, der größte Zahn ist weniger als 1 Millimeter lang. Die Blattunterseite (die abaxiale Seite) ist zur Blütezeit dicht behaart, danach kahl bis moderat behaart, die Blattoberseite ist von Anfang an kahl oder zerstreut behaart. Die Herbstfärbung der Blätter ist gelb.

### Generative Merkmale
Die Blütezeit liegt in Nordamerika im Frühjahr, von März bis Mai. Jeder Blütenstand trägt meist 7 bis 10 (3 bis 15) aufrechte bis aufsteigende oder spreizende, gestielte Blüten.
Die zwittrige Blüte ist radiärsymmetrisch und fünfzählig mit doppelter Blütenhülle. Die Kelchblätter sind nach der Anthese meist 1,8 bis 3,1 (0,3 bis 4,6) Millimeter lang. Der Blütenbecher und der becherförmige Kelch mit spitzen Zipfeln sind mehr oder weniger behaart. Die, wie bei allen verwandten Arten, weiß gefärbten Kronblätter sind bei einer Länge von meist 6 bis 10,2 (4 bis 15) Millimeter sowie bei einer Breite von meist 2,6 bis 4 (1,8 bis 5,3) Millimeter verkehrt-eiförmig bis länglich. Der Fruchtknoten ist an der Spitze kahl bis schwach behaart (niemals dicht behaart wie oft bei Amelanchier spicata). er trägt (drei bis) fünf oder sechs Griffel.
Die bei einem Durchmesser von 6 bis 10 Millimeter relativ kleine, rundliche bis birnenförmige und vielsamige, oft „bereifte“ Apfelfrucht mit Kelchresten ist reif dunkel rot-braun bis schwärzlich-purpurfarben.

### Varietäten
Es werden oft zwei Varietäten unterschieden, die einige Botaniker auch als getrennte Arten ansehen.
- Amelanchier canadensis (L.) Medik. var. canadensis
- Amelanchier canadensis var. obovalis (Michx.) Britton, Sterns & Poggenburg (Syn.: Amelanchier obovalis (Michx.) Ashe, Trivialname: coastal serviceberry).[2]

Sie können so unterschieden werden:
Typische Exemplare der Varietät Amelanchier canadensis var. canadensis sind mehrstämmige, aufrechte Sträucher ohne sichtbare Ausläufer, der Varietät obovalis niedrige, lange Ausläufer bildende Sträucher. Die Blätter der var. canadensis sind an älteren Zweigen überwiegend breit elliptisch, die breiteste Stelle etwa in der Blattmitte, bei der Varietät Amelanchier canadensis var. obovalis eher verkehrt-eiförmig, die breiteste Stelle knapp hinter der Mitte. Der Blütenstand und der Blütenstiel der untersten Blüte sind bei der Varietät obovalis etwas länger, der Blütenstand schmaler (weniger ausgebreitet). Die Kelchblätter der Varietät canadensis sind typischerweise weiter ausgebreitet, manchmal etwas zurückgekrümmt.

## Verbreitung
Das Verbreitungsgebiet der Kanadischen Felsenbirne erstreckt sich vom östlichen Kanada bis in die östlichen Vereinigten Staaten. In Kanada kommt sie von Neufundland westlich bis Ontario vor, in den Vereinigten Staaten ist sie von Maine südlich bis nach Alabama verbreitet. 
An das Verbreitungsgebiet an der amerikanischen Atlantikküste schließt östlich dasjenige von Amelanchier arborea an, beide kommen gemeinsam (sympatrisch) in einem kleinen Gebiet in Neuengland und New Jersey vor. Im Norden schließt entlang der Küste das Verbreitungsgebiet von Amelanchier bartramiana an; hier gibt es eine schmale Überlappungszone mit sympatrischen Vorkommen im südlichen Maine. Obwohl beide Arten in Feuchtgebieten vorkommen, sind sie im sympatrischen Verbreitungsgebiet auch ökologisch getrennt, da Amelanchier canadensis eher küstennah und Amelanchier bartramiana fast nur im Bergland vorkommt.

## Standorte
Die Kanadische Felsenbirne wächst überwiegend auf sumpfigen und moorigen Böden, an Gewässern oder in Sumpfwäldern, in einer Meereshöhe bis etwa 200 Meter. Die Varietät obovata kommt auch auf trockeneren, sandigen Böden vor, etwa auf gestörten Böden in Waldlichtungen oder an Wegrändern.

## Systematik

### Taxonomie
Die Erstveröffentlichung erfolgte 1753 unter dem Namen (Basionym) Mespilus canadensis durch Carl von Linné in Species Plantarum, Tomus I, S. 478. Die Neukombination zu Amelanchier canadensis (L.) Medik. erfolgte 1793 durch Friedrich Casimir Medicus in Gesch. Bot., S. 79.

### Arten der GattungAmelanchier
Die Trennung der nordamerikanischen Arten der Gattung Amelanchier ist seit jeher problematisch. Insgesamt wurden hier 110 Arten beschrieben, verschiedene Botaniker unterscheiden gewöhnlich zwischen 6 und 33 Arten. Innerhalb der Gattung gibt es diploide, sexuell fortpflanzende (selbstinkompatible) Arten neben tetraploiden, typischerweise apomiktischen Sippen, die auf Hybridisierung zwischen diesen Arten zurückgehen, neben einem unklar abgegrenzten Schwarm primärer und sekundärer Hybride, unter diesen auch triploide Formen. Die tetraploiden, hybridogen entstandenen apomiktischen Sippen werden meist als Kleinarten anerkannt, die in ihren Merkmalen dann meist zwischen den Elternarten stehen und in der Merkmalsausprägung breit überlappen können. 
Unter der Bezeichnung Amelanchier canadensis wurden zudem im Pflanzenhandel häufig Pflanzen angeboten, die tatsächlich anderen Sippen der Gattung angehören. So erwiesen sich zahlreiche im Osten von Ontario als vermeintliche Amelanchier canadensis angepflanzte und dann verwilderte Sträucher tatsächlich als Amelanchier intermedia, eine Hybride unter Beteiligung von Amelanchier canadensis, Amelanchier laevis und möglicherweise weiterer Arten. In Europa unter diesem Namen gepflanzte Sträucher erwiesen sich ebenfalls als nicht der Art zugehörig. Die europäischen, hier viel gepflanzten Sträucher wurden unter den Namen Kupfer-Felsenbirne (Amelanchier lamarckii) nach den europäischen Pflanzen neu beschrieben, entsprechende Pflanzen sind als Wildvorkommen in Nordamerika selbst unbekannt. Die echte Amelanchier canadensis ist in Europa nur sehr selten, meist in Arboreten oder Botanischen Gärten, gepflanzt worden.
Innerhalb der Gattung Amelanchier gehört Amelanchier canadensis zu den diploiden, sexuell fortpflanzenden, primären Arten. Nach genetischen Daten bildet sie gemeinsam mit einigen anderen im Westen Nordamerikas verbreiteten Arten (Amelanchier arborea, Amelanchier laevis, Amelanchier bartramiana) eine Klade. Anders als bei anderen diploiden Arten wie insbesondere Amelanchier bartramiana sind von Amelanchier canadensis keine polyploiden Sippen bekannt geworden. Die morphologisch unterscheidbaren Sippen Amelanchier „rubra“ und Amelanchier ×neglecta (Syn. Amelanchier canadensisvar. pauciflora Farw.) sind hybridogenen Ursprungs, unter Beteiligung von Amelanchier canadensis.

## Verwendung
Wie bei allen verwandten Arten ist die Frucht der Kanadischen Felsenbirne essbar, sie soll aber geschmacklich nicht an einige der anderen nordamerikanischen Arten heranreichen.
Kultivare der Kanadischen Felsenbirne werden in Nordamerika als Ziersträucher verwendet. Die Kanadische Felsenbirne gehört zu den am frühesten kultivierten Felsenbirnen und soll angeblich schon 1641 erstmals in Kultur genommen worden sein. Neben den sumpfigen oder moorigen Böden, auf denen die Art (in der typischen Varietät) natürlicherweise wächst, kann sie in Kultur auf trockeneren Böden eingesetzt werden. Bekannte Kultivare umfassen:
- 'Prince William': Ursprünglich aus Madison (Wisconsin). Groß und reichblühend, stark fruchtend, Früchte süß schmeckend. Soll heiße Sommer besser vertragen als andere Amelanchier.
- 'Rainbow Pillar' (auch 'Glenns Upright'): Spontan entstanden in einem Garten in Perry (Ohio). Aufrechter und dichter verzweigt als die Wildform, resistent gegen Mehltau und andere Schädlinge.
- 'Silver Fountain'. Einziger Kultivar mit Hängewuchs.
- 'White Pillar': Baumförmiger, etwas säuliger Wuchs, bis 6 m Höhe. Sehr reichblühend, aber wenig fruchtend.